# Furkan Aldemir
Furkan Aldemir (ur. 9 sierpnia 1991 w Konak) – turecki koszykarz, aktualnie zawodnik Darüşşafaki.

## Osiągnięcia
Klubowe
- Mistrz Turcji (2013)[1]
- Zdobywca Pucharu Prezydenta Turcji (2012)[1]

Indywidualne
- Uczestnik meczu gwiazd ligi tureckiej (2010, 2012, 2016)[1]
- Lider ligi tureckiej w:
  - blokach (2010)[1]
  - skuteczności rzutów z gry (2013)

Reprezentacja
- Brązowy medalista mistrzostw Europy U–18 (2009)[1]
- Lider mistrzostw Europy U–20 w:
  - zbiórkach (11,6 – 2010, 15,9 – 2011)
  - blokach (1,7 – 2010)[1]
- Zaliczony do I składu mistrzostw Europy U–20 (2011)[2]
- Uczestnik mistrzostw:
  - Europy:
    - U–16 (2007 – 4. miejsce)[1]
    - U–18 (2008 – 9. miejsce)[1]
    - U–20 (2010 – 13. miejsce, 2011 – 6. miejsce)[1]

  - świata (2014 – 8. miejsce)[1]